# ريمون إده
ريمون إميل إده (1913 – 10 مايو 2000)، محام وزعيم سياسي لبناني، ولد في الإسكندرية بمصر. هو ابن الرئيس إميل أده (رئيس لبنان قبل الاستقلال بالفترة ما بين 1936 – 1941)، وانتخب خلفاً له في عام 1949 كعميد لحزب الكتلة الوطنية. دخل إلى البرلمان اللبناني كعضو في عام 1953 واستمر فيه حتى عام 1992 كنائب عن جبيل. قدم عدة اقتراحات أصبحت قوانين من أهمها قانون السرية المصرفية والأبنية الفخمة والحساب المصرفي المشترك وقانون من أين لك هذا؟.
كما إنه شارك بالحكومة اللبنانية كوزير بعدد من الحكومات وحمل أكثر من حقيبة وزارية 
- في حكومة الرئيس رشيد كرامي في عهد الرئيس فؤاد شهاب حيث شغل منصب وزير البرق والبريد والهاتف ووزير الداخلية ووزير الشئون الاجتماعية وذلك بالفترة ما بين 14 أكتوبر 1958 إلى 7 أكتوبر 1959.
- في حكومة الرئيس عبد الله اليافي في عهد الرئيس شارل حلو بالفترة ما بين 20 أكتوبر 1968 إلى 15 يناير 1969، حيث شغل منصب وزير الأشغال العامة ووزير التصميم العام ووزير الزراعة ووزير الموارد المائية والكهربائية.
- في حكومة الرئيس رشيد كرامي في عهد الرئيس شارل حلو وحمل فيها حقيبة الأشغال العامة وذلك بالفترة ما بين 15 يناير 1969 ولغاية 22 يناير 1969، واستقال من هذه الحكومة بعد الغارة الإسرائيلية التي دمرت الطائرات المدنية التابعة لشركة طيران الشرق الأوسط حيث طالب في حينه بالبوليس الدولي على الحدود بين لبنان وإسرائيل لحماية لبنان.

عرف إنه مدافع عن الحريات العامة وعارض بشدة تدخل المكتب الثاني للجيش في الحياة السياسية اللبنانية. وقد كان الوحيد مع نواب حزبه، الذي رفض الموافقة على اتفاقية القاهرة 1969 التي أعطت الحق للفلسطينيين بالقيام بعمليات عسكرية ضد إسرائيل انطلاقا من جنوب لبنان.
ناضل في سبيل ترسيخ التعايش السلمي بين كافة الطوائف اللبنانية ورفض المشاركة في الحرب اللبنانية (1975 – 1990) كما رفض كافة التعديات على السيادة اللبنانية بما فيها تلك التي كان يقوم بها المسلحون الفلسطينيون. كما كان ضد الاحتلال الإسرائيلي ورفض الوصاية السورية التي فُرضت على لبنان منذ 1976. بعد تعرضه لعدة محاولات لاغتياله غادر لبنان في عام 1977 إلى منفاه الاختياري في باريس بفرنسا حيث أكمل من هناك نضاله السياسي والدبلوماسي في سبيل استعادة سيادة واستقلال لبنان.
توفي في باريس في 10 مايو 2000، وذلك قبل 15 يوما من أن يرى هدفه بالانسحاب الإسرائيلي من جنوب لبنان الذي تحقق في 25 مايو 2000. وقد لُقّب ريمون إدّه «ضمير لبنان» وذلك لأنه كرَّس حياته في سبيل تحقيق سيادة واستقلال لبنان. كما إنه لم يتزوج طيلة عمره. خلفه على رأس الكتلة الوطنية ابن أخيه كارلوس إده.